# Domaniów
Domaniów (in tedesco Thomaskirch) è un comune rurale polacco del distretto di Oława, nel voivodato della Bassa Slesia.
Ricopre una superficie di 94,31 km² e nel 2004 contava 5 290 abitanti.